# 麥卡斯克爾丘陵
70°1′S 73°0′E / 70.017°S 73.000°E
麥卡斯克爾丘陵是南極洲的丘陵，位於阿梅里冰架東側，處於羅傑斯冰川和米斯蒂凱利丘陵之間，該丘陵以美國海軍機務人員命名。